# Shudder
Shudder es un servicio OTT de video bajo demanda por suscripción estadounidense que ofrece títulos de terror, suspenso y ficción sobrenatural, propiedad y operado por AMC Networks.

## Distribución
Shudder comenzó con una prueba beta solo por invitación en los Estados Unidos durante el verano de 2015. Para octubre de 2016, Shudder había superado completamente las pruebas beta y ya se había expandido a Canadá, el Reino Unido e Irlanda.
Shudder está disponible en dispositivos móviles Android y Apple, dispositivos Amazon Kindle Fire, Android TV, Apple TV, Roku, Xbox One, Xbox Series X y Series S y Chromecast así como suscripción en mensual o anual a través de Amazon Prime Video. Shudder también estuvo disponible como parte del paquete combinado VRV desde agosto de 2017 hasta julio de 2019.
En Estados Unidos, una suscripción mensual cuesta actualmente $5,99 cada mes, mientras que en otros países el precio se ajusta según la moneda local.
El 16 de agosto de 2020, Shudder amplió sus operaciones a Australia y Nueva Zelanda.

## Contenido
En octubre de 2016, Aja Romano, que escribía para Vox, señaló que Shudder tenía más de 500 películas de terror en comparación con su competidor más cercano, Screambox, con 400. Romano dijo que Shudder tenía una "impresionante selección de películas de mayor calidad". Charlie Lyne, que escribe para The Guardian, señala que la versión británica de Shudder incluía alrededor de 200 películas. Los curadores del canal Sam Zimmerman y Colin Geddes ofrecen categorías como "Urban Decay", "Slashics" y "Not Your Ordinary Bloodsucker", que dividen la biblioteca en subcategorías específicas. Zimmerman trabajó anteriormente para Fangoria y Shock Til You Drop mientras que Geddes fue previamente programador de cine para el Festival Internacional de Cine de Toronto.
A fines de 2016, Shudder comenzó a crear ventanas de exclusividad, estrenando 31 de Rob Zombie dos semanas antes del lanzamiento del DVD y presentando exclusivamente la restauración en 4K de Phantasm de Don Coscarelli.. En otra transmisión exclusiva, en marzo de 2017, Shudder comenzó a transmitir la versión completa sin calificación de 109 minutos de The Devils. Esta es la primera vez desde el estreno de la película en 1971 que la versión sin clasificación de la película ha estado disponible en los Estados Unidos. En junio de 2017, Shudder anunció una lista completa de series originales en desarrollo, incluida Riprore, de la directora Patty Jenkins, y una adaptación de la novela de Emily Schultz, The Blondes. En 2018, Shudder continuó lanzando películas y series exclusivas y originales, incluidas Mayhem, protagonizada por Steven Yeun y Samara Weaving; Downrange, dirigida por Ryuhei Kitamura; Revenge; y la serie de Syfy Channel Zero, entre otras.
En julio de 2018, Shudder organizó un evento en vivo de 24 horas con el legendario presentador de terror Joe Bob Briggs titulado The Last Drive-in with Joe Bob Briggs durante el cual los fanáticos pudieron ver películas como Tourist Trap y Sleepaway Camp con el famoso comentario de Joe Bob incluido. Durante el estreno, los servidores de Shudder colapsaron como resultado de una abrumadora cantidad de suscriptores que intentaron acceder a la nueva función de transmisión en vivo del servicio. A pesar de los errores del servidor, la serie recibió elogios de la crítica y de los fanáticos del terror por igual. Poco después del maratón, Shudder anunció que traerían a Briggs de regreso para eventos adicionales en 2018 y 2019. El 20 de julio, Shudder anunció en redes sociales que la serie regresaría para una temporada completa de 9 episodios. Después del éxito de la primera temporada, se confirmó una segunda temporada el 22 de mayo de 2019.
Desde el 23 de enero de 2020, Shudder ha distribuido The Dead Lands, una serie sobrenatural de temática maorí ambientada en Nueva Zelanda antes del contacto, que fue producida conjuntamente por AMC y la emisora pública de Nueva Zelanda TVNZ. Shudder distribuye la serie en Estados Unidos, Canadá, Reino Unido e Irlanda, mientras que TVNZ On Demand tiene los derechos de distribución para Nueva Zelanda.

## Películas exclusivas y originales
| Título                                                      | Año  | País                               | Notas                 |
| ----------------------------------------------------------- | ---- | ---------------------------------- | --------------------- |
| Therapy                                                     | 2016 | Francia                            |                       |
| 31                                                          | 2016 | Estados Unidos                     |                       |
| El cadáver de Anna Fritz                                    | 2016 | España                             |                       |
| Las brujas de Zugarramurdi                                  | 2016 | España                             |                       |
| Musarañas                                                   | 2016 | España                             |                       |
| Dearest Sister                                              | 2017 | Laos                               |                       |
| Sadako vs. Kayako                                           | 2017 | Japón                              |                       |
| We Go On                                                    | 2017 | Estados Unidos                     |                       |
| Sweet, Sweet Lonely Girl                                    | 2017 | Estados Unidos                     |                       |
| Lake Bodom                                                  | 2017 | Finlandia                          |                       |
| Noroi: The Curse                                            | 2017 | Japón                              |                       |
| Kuso                                                        | 2017 | Estados Unidos                     |                       |
| Small Town Killers                                          | 2017 | Dinamarca                          |                       |
| Found Footage 3D                                            | 2017 | Estados Unidos                     | Disponible en 2D y 3D |
| Can't Take It Back                                          | 2017 | Estados Unidos                     |                       |
| Spookers                                                    | 2017 | Australia / Nueva Zelanda          | Documental            |
| Sam Was Here                                                | 2017 | Francia / Estados Unidos           |                       |
| No crezcas o morirás                                        | 2018 | Francia / España                   |                       |
| Mayhem                                                      | 2018 | Estados Unidos                     |                       |
| Dead Shack                                                  | 2018 | Canadá                             |                       |
| Last Ones Out                                               | 2018 | Sudáfrica                          |                       |
| Cold Hell                                                   | 2018 | Alemania                           |                       |
| Mon Mon Mon Monsters                                        | 2018 | Taiwán                             |                       |
| Downrange                                                   | 2018 | Estados Unidos                     |                       |
| The Noonday Witch                                           | 2018 | República Checa                    |                       |
| Still/Born                                                  | 2018 | Canadá                             |                       |
| Sequence Break                                              | 2018 | Estados Unidos                     |                       |
| Ruin Me                                                     | 2018 | Estados Unidos                     |                       |
| Hell House LLC II: The Abaddon Hotel                        | 2018 | Estados Unidos                     |                       |
| The Nightshifter                                            | 2019 | Brasil                             |                       |
| Vuelven                                                     | 2019 | México                             |                       |
| Hell House LLC III: Lake of Fire                            | 2019 | Estados Unidos                     |                       |
| Nightmare Cinema                                            | 2019 | Estados Unidos                     |                       |
| A Bluebird in My Heart                                      | 2019 | Bélgica / Francia                  |                       |
| Trivisa                                                     | 2019 | Hong Kong / China                  |                       |
| Boar                                                        | 2019 | Australia                          |                       |
| One Cut of the Dead                                         | 2019 | Japón                              |                       |
| Incident in a Ghostland                                     | 2019 | Canadá / Francia                   |                       |
| Haunt                                                       | 2019 | Estados Unidos                     |                       |
| Bliss                                                       | 2020 | Estados Unidos                     |                       |
| Confessional                                                | 2020 | Estados Unidos                     |                       |
| In Search of Darkness                                       | 2020 | Reino Unido / Estados Unidos       | Documental            |
| The Wind                                                    | 2020 | Estados Unidos                     |                       |
| Verotika                                                    | 2020 | Estados Unidos                     |                       |
| Beyond the Gates                                            | 2020 | Estados Unidos                     |                       |
| Malasaña 32                                                 | 2020 | España                             |                       |
| Daniel Isn't Real                                           | 2020 | Estados Unidos                     |                       |
| Blood Vessel                                                | 2020 | Australia                          |                       |
| The Pale Door                                               | 2020 | Estados Unidos                     |                       |
| The Dark and the Wicked                                     | 2020 | Estados Unidos                     |                       |
| The Power                                                   | 2021 | Reino Unido                        |                       |
| In Search of Darkness: Part II                              | 2021 | Reino Unido / Estados Unidos       | Documental            |
| Relic                                                       | 2021 | Estados Unidos / Australia         |                       |
| The Reckoning                                               | 2021 | Reino Unido                        |                       |
| Psycho Goreman                                              | 2021 | Canadá                             |                       |
| The Amusement Park                                          | 2021 | Estados Unidos                     | Mediometraje          |
| Possessor                                                   | 2021 | Canadá / Reino Unido               |                       |
| The Toll                                                    | 2021 | Canadá                             |                       |
| Jakob's Wife                                                | 2021 | Estados Unidos                     |                       |
| Mosquito State                                              | 2021 | Polonia / Estados Unidos           |                       |
| Seance                                                      | 2021 | Estados Unidos / Reino Unido       |                       |
| The Medium                                                  | 2021 | Tailandia / Corea del Sur          |                       |
| The Night                                                   | 2021 | Irán / Estados Unidos              |                       |
| All the Creatures Were Stirring                             | 2021 | Estados Unidos                     |                       |
| For the Sake of Vicious                                     | 2022 | Canadá                             |                       |
| Woodlands Dark and Days Bewitched: A History of Folk Horror | 2022 | Estados Unidos                     | Documental            |
| Boris Karloff: The Man Behind the Monster                   | 2022 | Reino Unido                        | Documental            |
| The Scary of Sixty-First                                    | 2022 | Estados Unidos                     |                       |
| The Bunker Game                                             | 2022 | Italia / Francia                   |                       |
| The Spine of Night                                          | 2022 | Estados Unidos                     | Película animada      |
| You Might Be the Killer                                     | 2022 | Estados Unidos                     |                       |
| A Banquet                                                   | 2022 | Reino Unido                        |                       |
| Offseason                                                   | 2022 | Estados Unidos                     |                       |
| The Long Night                                              | 2022 | Estados Unidos                     |                       |
| This Is GWAR                                                | 2022 | Estados Unidos                     | Documental            |
| Al 3er día                                                  | 2022 | Argentina                          |                       |
| The Reef: Stalked                                           | 2022 | Australia                          |                       |
| Allegoria                                                   | 2022 | Estados Unidos                     |                       |
| The Innocents                                               | 2022 | Noruega                            |                       |
| So Vam                                                      | 2022 | Australia                          |                       |
| Watcher                                                     | 2022 | Estados Unidos                     |                       |
| Resurrection                                                | 2022 | Estados Unidos                     |                       |
| She Will                                                    | 2022 | Reino Unido                        |                       |
| Flux Gourmet                                                | 2022 | Reino Unido/Estados Unidos         |                       |
| Slash/Back                                                  | 2022 | Canadá                             |                       |
| The Apology                                                 | 2022 | Estados Unidos                     |                       |
| The Lair                                                    | 2023 | Reino Unido/Estados Unidos/Hungría |                       |
| Nocebo                                                      | 2023 | Irlanda/Filipinas                  |                       |
| The Witch: Part 2. The Other One                            | 2023 | Corea del Sur                      |                       |
| Consecration                                                | 2023 | Estados Unidos                     |                       |
| Suitable Flesh                                              | 2023 | Estados Unidos                     |                       |
| It's a Wonderful Knife                                      | 2023 | Estados Unidos                     |                       |